# Sabine Pakora
Sabine Pakora est une actrice franco-ivoirienne.

## Biographie
Sabine Pakora a étudié à l'École supérieure d'art dramatique de Paris puis au Conservatoire d'Art Dramatique de Montpellier.

## Filmographie

### Cinéma

#### Longs métrages
- 2011 : Les Contes de la nuit de Michel Ocelot : La Cultivatrice / Cuisinière
- 2012 : Kirikou et les Hommes et les Femmes de Michel Ocelot : La Femme Forte / Neutre
- 2012 : Stalingrad Lovers de Fleur Albert : Usager du Ghetto
- 2012 : Vole comme un papillon de Jérôme Maldhé : Jahia
- 2013 : Aya de Yopougon de Marguerite Abouet & Clément Oubrerie : Koro / Modestine
- 2013 : Des étoiles de Dyana Gaye : Fanta
- 2014 : Samba de Éric Toledano & Olivier Nakache : Gracieuse
- 2014 : Les Trois Frères : Le Retour des Inconnus : Infirmière
- 2014 : 1001 grammes de Bent Hamer : Observatrice
- 2015 : La Dernière Leçon de Pascale Pouzadoux : Victoria
- 2015 : La Fille du patron d'Olivier Loustau : Gladys
- 2015 : Papa Lumière d'Ada Loueilh : La matrone
- 2016 : Orpheline d'Arnaud des Pallières : Gardienne de prison
- 2016 : Dieumerci ! de Lucien Jean-Baptiste : Prostituée
- 2017 : De plus belle d'Anne-Gaëlle Daval : Sabine
- 2017 : Il a déjà tes yeux de Lucien Jean-Baptiste : Madame Diakité
- 2017 : Telle mère, telle fille de Noémie Saglio : Justine
- 2017 : La Deuxième Étoile de Lucien Jean-Baptiste : Marie-Jo
- 2018 : Love Addict de Frank Bellocq : Femme marabout
- 2018 : La Fête des mères de Marie-Castille Mention-Schaar : Mère de famille
- 2018 : Je vais mieux de Jean-Pierre Améris : La prostituée
- 2019 : Damien veut changer le monde de Xavier de Choudens : Officier d'état 1
- 2019 : Black Snake de Thomas N'Gijol & Karole Rocher : Billy
- 2019 : Sun de Jonathan Desoindre & Ella Kowalska : Caissière Olympia
- 2020 : Villa Caprice de Bernard Stora : Désirée Bazouma
- 2024 : Le Dernier Souffle de Costa-Gavras : Louise

#### Courts métrages
- 2014 : Assemblée générale de Luc Moullet : Mme Dupont
- 2014 : À côté de chez moi d'Aïcha Ouattara : Sabine
- 2015 : Alice de Ronan Denecé & Jean-Baptiste Legrand : Christine
- 2018 : Tout seul d'Antoine Laurens : La touriste
- 2018 : Five Minutes de Nicolas Duval & Morgane Parelli : La psychologue
- 2019 : Karmen de Théo Groia : Karmen
- 2020 : Fantasme d'Éléonore Costes : Docteur Lepic

### Télévision
- 2011 : Le Jour où tout a basculé de Thierry Esteves Pinto : Alimata (1 épisode)
- 2012 : Passage du désir de Jérôme Foulon : Aduna (Téléfilm)
- 2013 : WorkinGirls de Sylvain Fusée : Corinne (1 épisode)
- 2014 : Lascars de Barthélemy Grossmann : Madame Traore (1 épisode)
- 2014 : Profilage de Julien Despaux : Nounou 2 (1 épisode)
- 2014 : Ma pire angoisse de Vladimir Rodionov : La douanière (1 épisode)
- 2015 : Ainsi soient-ils de Rodolphe Tissot : Fatou (2 épisodes)
- 2019 : Astrid et Raphaëlle d'Elsa Bennett & Hippolyte Dard : La vaudou (1 épisode)
- 2019 : Itinéraire d'une maman braqueuse d'Alexandre Castagnetti : Louloute (Téléfilm)
- 2019 : En famille d'Alain Kappauf & Florence Levard : Dame patronesse (1 épisode)
- 2020 : H24 d'Octave Raspail & Nicolas Herdt : L'ophtalmologiste (1 épisode)
- 2020 : Il a déjà tes yeux de Lucien Jean-Baptiste : Madame Diakité (1 épisode)
- 2021 : L'École de la vie d'Elsa Bennett & Hippolyte Dard : Mère d'Alessandro (1 épisode)
- 2021 : Luther de David Morley : Cliente station service (1 épisode)
- 2021 : Frérots (série OCS) : Patronne salon de coiffure
- 2022 : L'Amour (presque) parfait de Pascale Pouzadoux : L'infirmière
- 2023 : The Walking Dead: Daryl Dixon : Sonia

## Théâtre
- 2005 : La Dispute de Pierre de Marivaux, mise en scène de Nicolas Gros
- 2006-2007 : Outre-ciel de Gustave Akakpo, mise en scène d'Anne Sylvie Meyza & Luis Marqués
- 2007 : Don Giovanni de Wolfgang Amadeus Mozart, mise en scène de Michael Haneke
- 2007-2009 : Kirikou et Karaba de Michel Ocelot, mise en scène de Wayne McGregor
- 2008 : La Dispute de Pierre de Marivaux, mise en scène de Nicolas Gros
- 2008 : Paradis de José Montalvo, mise en scène de José Montalvo & Dominique Hervieu
- 2009 : Une Iliade de René Zahnd, mise en scène de Hassane Kassi Kouyaté
- 2009 : Doute de John Patrick Shanley, mise en scène de Véronique Fauconnet
- 2009 : Juste une Ombre au Tableau de Laurent Contamin, mise en scène de Jérôme Varanfrain
- 2010 : Porgy and Bess de George Gershwin, mise en scène de José Montalvo & Dominique Hervieu
- 2010 : Tabataba de Bernard-Marie Koltès, mise en scène de Félix Blottian
- 2011 : Les Nègres de Jean Genet, mise en scène de Françoise de Salle
- 2011 : Les Troyennes d'Euripide, mise en scène de Laurence Bourdil
- 2011 : Donkelila et autres petits potins d'Afrique de Sabine Pakora
- 2012-2013 : Odyssées de Gustave Akakpo, mise en scène de Michel Burstin
- 2013 : Don Quichotte du Trocadéro de José Montalvo, mise en scène de José Montalvo
- 2019 : Dans les cordes de Pauline Ribat, mise en scène de Pauline Ribat

## Publication
- « L'imaginaire colonial », in Aïssa Maïga (dir.), Noire n'est pas mon métier, Paris, Éditions du Seuil, 3 mai 2018, 128 p. (ISBN 978-2-02-140119-6)